# Fafa-Boungou
Fafa-Boungou est une commune rurale de la préfecture de l’Ouham, en République centrafricaine. Elle tient son nom de la rivière Fafa.

## Géographie
La commune de Fafa-Boungou est située au sud-ouest de la préfecture de l’Ouham. 
|            | Lady-Gbawi        | Ndenga            |
| Bouca-Bobo | Fafa-Boungou      | Dékoa             |
|            | Damara, Bogangolo | Guiffa, Ngoumbélé |

## Villages
La plupart des villages sont localisés sur l’axe Bouca – Bogangolo, route nationale RN4.
Les villages principaux sont : Orongou 1, Gpt Donzi, Bofidoua et Marali. 
La commune compte 48 villages en zone rurale recensés en 2003 : Baguiti 1, Baguiti 2, Banda-Mandja 1, Banda-Mandja 2, Begbate, Bekofe 1, Bekoffe 2, Bengbarnga, Bengbeli, Bitikoundou, Bobadonon, Bobaka 1, Bobaka 2, Boban, Bobatoua 1, Bobatoua 2, Bobeya, Bobilo, Bobonon, Bodengue 1, Bodengue 2, Bodiki 1, Bodingui, Bofidoua 1, Bofidoua 2, Bofoulou, Bogoin 1, Bogoin 2, Bokada, Bokengue, Bombaroua, Bombati 2, Bombiti 1, Bonguilo, Bossinli, Boutoukpa, Bovoula, Boya, Boyele, Boziboro, Kotolenga, Lema, Marali Poste, Ngoungou 1, Ngoungou 2, Orongou 1, Orongou 2, Yassa-Donzi.

## Éducation
La commune compte 8 écoles publiques : Orongou, Gbangola, Gbango, Donzi, Bofidoua, Marali, Gbangou et Bosseli.